# روچواتس
روچواتس (به صربی: Roćevac) یک منطقهٔ مسکونی در صربستان است که در سویلایناتس واقع شده‌است. روچواتس ۳۵۶ نفر جمعیت دارد.